# Mission de Palestine en France
Pour un article plus général, voir Diplomatie palestinienne.
La Mission de Palestine en France est la représentation diplomatique de l'Autorité palestinienne auprès de la République française. La mission est située au 14 rue du Commandant-Léandri dans le 15e arrondissement de Paris. Son ambassadrice est, depuis 2021, Hala Abou-Hassira.

## Histoire
Le bureau de l'OLP à Paris devient la Délégation générale de Palestine en 1989.
Le statut de la Délégation générale de Palestine est rehaussé à celui de « Mission de Palestine » et son responsable a pris le titre d’« ambassadeur, chef de Mission de Palestine » en 2010, selon la décision du ministre français des Affaires étrangères, Bernard Kouchner. Ce changement permet à l'ambassadeur de présenter ses lettres de créance au chef de l'État français.

## Représentants de la Palestine en France
| Date de nomination                            | Date de nomination            | Date de remise des lettres de créance | Date de remise des lettres de créance | Diplomate                     |
| En qualité de délégué général                 | En qualité de délégué général | En qualité de délégué général         | En qualité de délégué général         | En qualité de délégué général |
| --------------------------------------------- | ----------------------------- | ------------------------------------- | ------------------------------------- | ----------------------------- |
| 1994                                          |                               |                                       |                                       | Leïla Shahid                  |
| mars 2006                                     |                               |                                       |                                       | Hind Khoury                   |
| juin 2010                                     |                               |                                       |                                       | Hael al-Fahoum                |
| En qualité d'ambassadeurs, chef de la mission |                               |                                       |                                       |                               |
| juillet 2010                                  |                               |                                       |                                       | Hael al-Fahoum                |
| ?                                             |                               | 15 février 2016                       | [ JORF 1 ]                            | Salman El Herfi               |
| ?                                             |                               | 2 novembre 2021                       | [ JORF 2 ]                            | Hala Abou-Hassira             |